# Kopalina (Pokój)
Pour les articles homonymes, voir Kopalina.
Kopalina est une localité polonaise de la gmina de Pokój, située dans le powiat de Namysłów en voïvodie d'Opole.